# Campionati del mondo di ciclismo su strada 2016 - Cronometro maschile Under-23
La cronometro maschile Under-23 dei Campionati del mondo di ciclismo su strada 2016 fu corsa il 10 ottobre in Qatar, con partenza ed arrivo da Doha, su un percorso totale di 28,9 km. Il tedesco Marco Mathis vinse la gara con il tempo di 34'08"09 alla media di 50,799 km/h, argento al tedesco Maximilian Schachmann e a completare il podio l'australiano Miles Scotson.

## Classifica (Top 10)
| Pos. | Corridore             | Squadra     | Tempo     |
| ---- | --------------------- | ----------- | --------- |
| 1    | Marco Mathis          | Germania    | 34'08"09  |
| 2    | Maximilian Schachmann | Germania    | a 18"63   |
| 3    | Miles Scotson         | Australia   | a 37"98   |
| 4    | Lennard Kämna         | Germania    | a 42"30   |
| 5    | Kasper Asgreen        | Danimarca   | a 50"58   |
| 6    | Neilson Powless       | Stati Uniti | a 54"17   |
| 7    | Geoffrey Curran       | Stati Uniti | a 1'05"45 |
| 8    | Tom Bohli             | Svizzera    | a 1'16"24 |
| 9    | Eddie Dunbar          | Irlanda     | a 1'21"59 |
| 10   | Callum Scotson        | Australia   | a 1'22"30 |